# Jacek Czerniak
Jacek Andrzej Czerniak (ur. 30 sierpnia 1964 w Świdniku) – polski polityk, samorządowiec i politolog, przewodniczący sejmiku lubelskiego (2007–2010), poseł na Sejm VII, IX i X kadencji (2011–2015, od 2019), sekretarz stanu w Ministerstwie Rolnictwa i Rozwoju Wsi (od 2023).

## Życiorys
W 1989 ukończył studia z zakresu nauk politycznych na Uniwersytecie Marii Curie-Skłodowskiej. W latach 90. pracował jako nauczyciel języka angielskiego, historii i wiedzy o społeczeństwie w szkole podstawowej. Później zatrudniony w Urzędzie Marszałkowskim Województwa Lubelskiego jako główny specjalista w Departamencie Koordynacji Projektów Unijnych (do 2006) i Departamencie Zdrowia (od 2016). Zasiadał w radach nadzorczych m.in. Lubelskich Fabryk Wag i Cukrowni Opole. W latach 2016–2018 był prezesem spółdzielni mieszkaniowej „Felin” w Lublinie.
W wyborach samorządowych w 1998 bezskutecznie ubiegał o mandat radnego Lublina z listy Sojuszu Lewicy Demokratycznej. W 1999 wstąpił do nowo powstałej partii o tej nazwie. W latach 1999–2003 pełnił funkcję przewodniczącego jej miejskich struktur, w latach 2003–2008 był sekretarzem rady wojewódzkiej SLD. W latach 2002–2006 był radnym miejskim, której zajmował stanowisko przewodniczącego klubu SLD-UP. W wyborach samorządowych w 2006 uzyskał mandat radnego sejmiku lubelskiego. W 2007 bez powodzenia kandydował do Senatu z ramienia Lewicy i Demokratów, uzyskując ponad 64 tys. głosów. 20 grudnia 2007 zastąpił Andrzeja Pruszkowskiego na stanowisku przewodniczącego sejmiku. W 2008 został przewodniczącym rady wojewódzkiej SLD. Został członkiem Komitetu Regionów. W 2004 i 2009 bez powodzenia kandydował do Parlamentu Europejskiego. W 2010 skutecznie ubiegał się o reelekcję w wyborach wojewódzkich.
W wyborach parlamentarnych w 2011 uzyskał mandat poselski, startując z 1. miejsca na liście SLD w okręgu lubelskim i otrzymując 5965 głosów. W 2012 zasiadł w zarządzie krajowym partii. W 2014 ponownie bez powodzenia kandydował do Europarlamentu, a w wyborach w 2015 nie uzyskał poselskiej reelekcji. W wyborach samorządowych w 2018 bezskutecznie ubiegał się o ponowny wybór do sejmiku. W 2019 z ramienia SLD po raz drugi został wybrany do Sejmu, otrzymał wówczas 17 720 głosów. W Sejmie IX kadencji został członkiem Komisji do Spraw Unii Europejskiej oraz Komisji Łączności z Polakami za Granicą.
W wyborach w 2023 z powodzeniem ubiegał się o poselską reelekcję z ramienia powstałej z przekształcenia SLD Nowej Lewicy (z wynikiem 10 910 głosów). Objął funkcję wiceprzewodniczącego Komisji do Spraw Unii Europejskiej. W grudniu 2023 został sekretarzem stanu w Ministerstwie Rolnictwa i Rozwoju Wsi. W 2024 bezskutecznie kandydował w kolejnych wyborach europejskich.

## Życie prywatne
Syn Janusza i Barbary. Żonaty z Izabelą. Zamieszkał w Lublinie.

## Wyniki w wyborach ogólnopolskich
| Wybory | Komitet wyborczy | Komitet wyborczy                          | Organ                             | Okręg | Wynik           |
| ------ | ---------------- | ----------------------------------------- | --------------------------------- | ----- | --------------- |
| 2004   |                  | Sojusz Lewicy Demokratycznej – Unia Pracy | Parlament Europejski VI kadencji  | nr 8  | 4029 (1,16%)    |
| 2007   |                  | Lewica i Demokraci                        | Senat VII kadencji                | nr 6  | 64 075 (12,78%) |
| 2009   |                  | Sojusz Lewicy Demokratycznej – Unia Pracy | Parlament Europejski VII kadencji | nr 8  | 11 051 (2,92%)  |
| 2011   |                  | Sojusz Lewicy Demokratycznej              | Sejm VII kadencji                 | nr 6  | 5965 (1,30%)    |
| 2015   |                  | Zjednoczona Lewica                        | Sejm VIII kadencji                | nr 6  | 6017 (1,23%)    |
| 2019   |                  | Sojusz Lewicy Demokratycznej              | Sejm IX kadencji                  | nr 6  | 17 720 (3,13%)  |
| 2023   |                  | Nowa Lewica                               | Sejm X kadencji                   | nr 6  | 10 910 (1,68%)  |
| 2024   |                  | Lewica                                    | Parlament Europejski X kadencji   | nr 8  | 2800 (0,45%)    |